# COSCO Shipping Lines
COSCO SHIPPING Lines Co., Ltd. (en chino, 中远海运集运) es una empresa china naviera y de transporte internacional de contenedores. Es una subsidiaria de COSCO Shipping Holdings, y su empresa matriz es COSCO Shipping, de propiedad estatal de China.

## Historia
En abril de 1961, el Ministerio de Comunicaciones de China estableció China Ocean Shipping Company (COSCO) como una empresa estatal de transporte marítimo en Beijing. En 1964, China Ocean Shipping Co. estableció una subsidiaria en Shanghái, COSCO Shanghai, que más tarde se especializó en el envío de contenedores.
En 1978, el MV Ping Xiang Cheng de COSCO Shanghái transportó 162 TEU desde Shanghái a Sídney, Australia, que fue el primer viaje internacional en contenedor de una empresa china.: 56  A partir de entonces, COSCO Shanghái inició un servicio de contenedores mensual con dos buques portacontenedores de 200 TEU entre Shanghái, Xingang, Sídney y Melbourne.
En 1982, COSCO Shanghái inició servicios regulares de contenedores transpacíficos y, en 1983, COSCO Shanghái inició una nueva ruta comercial de contenedores que conecta el puerto de Tianjin y Shanghái con los puertos de Europa occidental.
En 1994, se formó COSCO Container Line Limited (COSCON) para llevar a cabo las operaciones de contenedores de COSCO en colaboración con subsidiarias regionales como la sucursal de Shanghái. En noviembre de 1997, COSCON se fusionó con COSCO Shanghai y se convirtió en la única subsidiaria de envío de contenedores de COSCO. Ese mismo año, el gobierno chino fundó SOE China Shipping Group junto con su subsidiaria de envío de contenedores, China Shipping Container Lines (CSCL).
En marzo de 2016, la empresa matriz de COSCON, COSCO Group, se fusionó con la empresa matriz de CSCL, China Shipping Group. Antes de la fusión, COSCON y CSCL eran las líneas de contenedores más grande y la segunda más grande de China, respectivamente. En 2018, COSCO SHIPPING Holdings adquirió OOIL, matriz de OOCL, con sede en Hong Kong, por US$6,3 mil millones.